# Lac Laflamme (rivière Tagi)
Pour les articles homonymes, voir Laflamme.
Le lac Laflamme est un plan d'eau douce du bassin versant de la rivière aux Sables, situé dans le territoire non organisé de Mont-Valin, dans la municipalité régionale de comté (MRC) Le Fjord-du-Saguenay, dans la région administrative de la Saguenay-Lac-Saint-Jean, dans la province de Québec, au Canada.
La foresterie constitue la principale activité économique du secteur. Les activités récréotouristiques arrivent en second.
La route forestière R0208 remonte vers le Nord en empruntant la vallée de la rivière Shipshaw, puis bifurque vers le Nord-Est pour contourner par le Nord le bassin versant du lac Rouvray et se redirige vers le Sud-Est en passant du côté Ouest du lac Maria-Chapdelaine et du côté Est du lac Laflamme. La route forestière R028 rejoint la route R0208 à 2,0 km au Nord-Est de l’embouchure du lac Laflamme. Ces routes sont particulièrement utiles pour les besoins de la foresterie et des activités récréotouristiques,,.
La surface du lac Laflamme est habituellement gelée de la fin novembre au début avril, toutefois la circulation sécuritaire sur la glace se fait généralement de la mi-décembre à la fin mars.

## Géographie
Les principaux bassins versants voisins du lac Laflamme sont :
- Côté Nord : Lac Itomamo, réservoir Pipmuacan, rivière des Sables ;
- Côté Est : Lac Portneuf, réservoir Pipmuacan, rivière Betsiamites, lac Kakuskanus, lac du Sault aux Cochons, rivière du Sault aux Cochons, Rivière Jos-Ross, rivière Portneuf, rivière Brûlée ;
- Côté Sud : Rivière aux Sables, lac Poulin-De Courval, rivière Poulin, rivière Jos-Ross, rivière Portneuf ;
- Côté Ouest : Rivière aux Sables, rivière aux Castors, rivière François-Paradis, lac Mirepoix, rivière Wapishish[1].

Le lac Laflamme comporte une longueur de 10,6 km, une largeur maximale de 2,5 km et une altitude de 559 m. Ce plan d’eau reçoit du côté Est décharge des lac de l’Outarde et aux Oies ; décharge des lacs du Lièvre et du Blaireau ; décharge des lacs du Goéland et du Bec-Scie ; décharge des lacs des Pinsons et du Lynx ; décharge des lacs Maria, Gilles, Cantin et Georges ; décharge du lac Delisle ; du côté Est, décharge des lacs Gaston et Bouchard ; décharge du lac Larocque ; décharge des lacs Michel et Paul.
Le lac Laflamme est situé entièrement en milieu forestier dans le territoire non organisé de Mont-Valin. Il est enclavé entre les montagnes de proximité dont les principaux sommets atteignent 733 m au Sud-Ouest, 560 m au Nord et 613 m à l’Est.
L’embouchure du lac Laflamme est localisée à :
- 60,4 km au Sud-Est du barrage à l’embouchure du lac Pamouscachiou (réservoir Pipmuacan) ;
- 59,4 km au Sud-Est du barrage de la Centrale Bersimis-1 ;
- 121,2 km au Sud-Ouest de l’embouchure de la rivière Betsiamites ;
- 95,7 km à l’Ouest du centre-ville de Forestville ;
- 81,8 km au Nord du centre-ville de Chicoutimi (désigné Saguenay) ;
- 50,7 km au Sud-Est de l’embouchure de la rivière aux Sables[4],[1].

À partir de l’embouchure du lac Laflamme, le courant descend sur 62,9 km d’abord vers le Nord-Ouest sur 44,3 km jusqu’à l’embouchure du lac Itomamo qu’il traverse sur 9,4 km vers le Nord, puis généralement vers le Nord-Est en suivant le cours de la rivière aux Sables sur 27,7 km, pour aller se déverse dans une baie sur la rive Sud du réservoir Pipmuacan.

## Toponymie
Jadis, ce plan d’eau était désigné « lac Tagi » et « Petit lac Tagi ».
Le toponyme « Lac Laflamme » a été officialisé le 18 février 1977 par la Commission de toponymie du Québec.